# 倉林巧和
倉林 巧和（くらばやし たくと、1992年2月1日 - ）は、群馬県前橋市出身の自転車競技選手
個人では2015〜2017アジア自転車競技選手権大会チャンピオン、2018年よりパラサイクリング男子タンデムパイロットとしてパラサイクリストの木村和平とペアを組む

## 人物
- 小学生より陸上競技、水泳を経て前橋工業高校入学後自転車競技を始める
- 2015-2017まで個人アジアチャンピオン、2018-パラサイクリングのパイロットを務める
- 木村和平選手との関係は、兄と弟(木村選手)と語っている
- 既婚